# Autodromo Internazionale del Mugello
Autodromodo Internazionale del Mugello eller Circuito del Mugello är en racerbana utanför Florens i Italien. På Mugello arrangeras MotoGP-tävlingar.
Banan ägs av formel 1-stallet Ferrari och används även för tester av deras bilar.
Under säsongen 2020 kördes för första gången ett Formel 1 lopp på banan, detta under namnet Toscanas Grand Prix. Vinnare av loppet blev Lewis Hamilton från pole position.